# Ludlow
Ludlow ist eine englische Stadt in der Grafschaft Shropshire, nahe der Grenze Englands zu Wales. Sie zählt 9850 Einwohner und war Verwaltungssitz des ehemaligen Distrikts South Shropshire. In ihr befinden sich Ludlow Castle und die St Laurence’s Church.
Die Stadt ist Mitglied der Cittàslow, einer 1999 in Italien gegründeten Bewegung zur Entschleunigung und Erhöhung der Lebensqualität in Städten.

## Geschichte

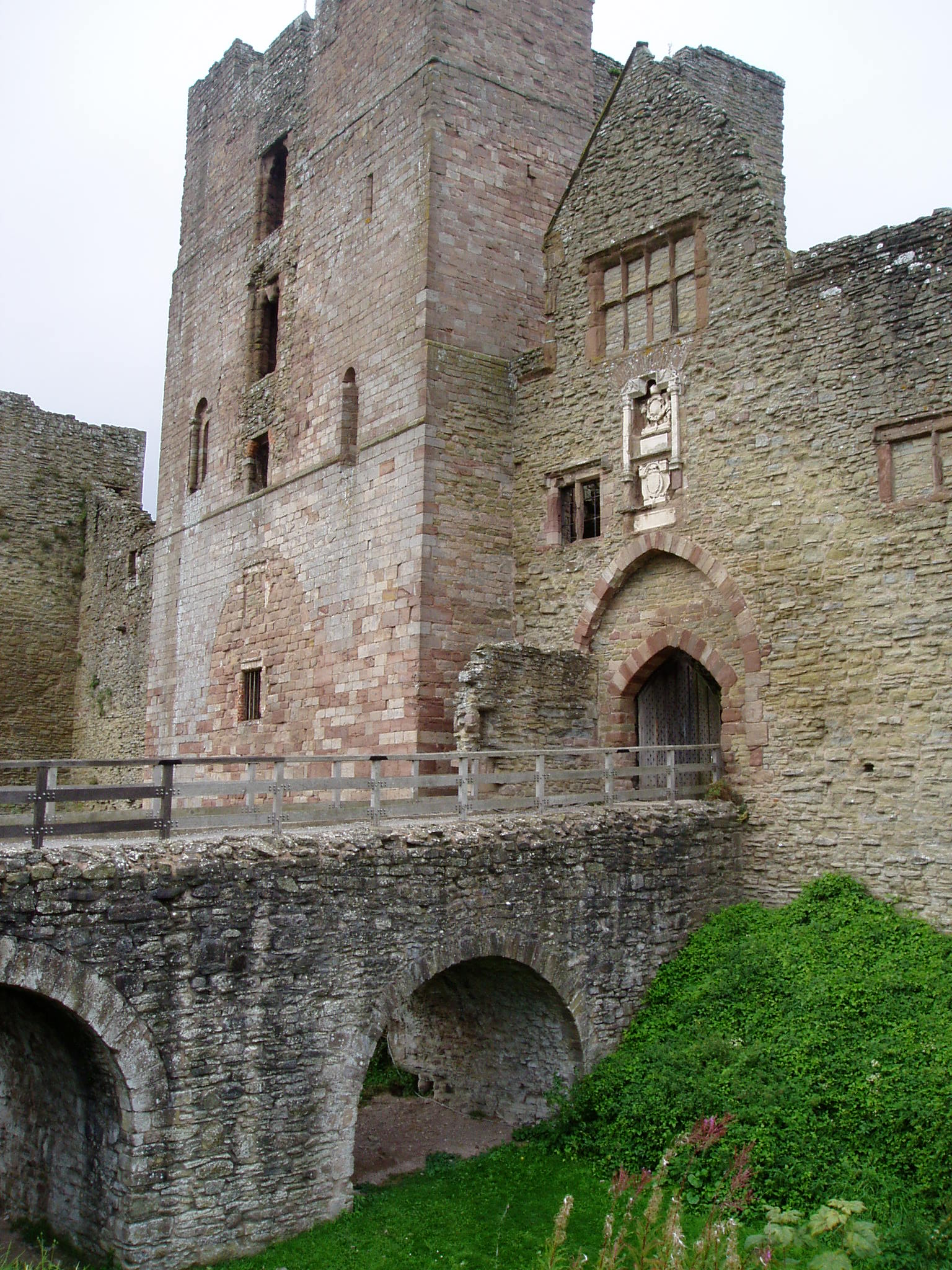
Ludlow Castle

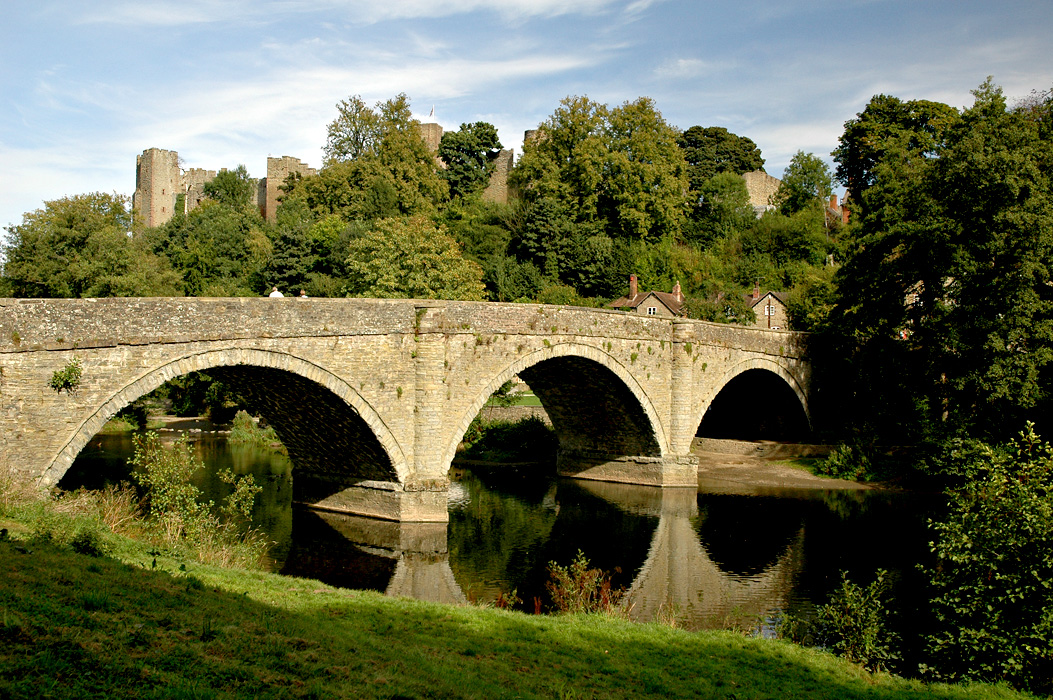
Ludlow Bridge

Stadt und Burg gehen auf eine Gründung der normannischen Adelsfamilie Lacy zurück. Walter de Lacy bekam für seine Teilnahme an der Schlacht von Hastings im Jahre 1066 von Wilhelm dem Eroberer Ländereien im walisischen Grenzgebiet zugesprochen. Er und seine Nachkommen begründeten die Stadt in einer fast rechteckigen Biegung des Flusses Teme und statteten sie mit einer starken Befestigungsanlage aus. Nach normannischer Tradition entstand zuerst eine Motte aus Holz auf einem Erdhügel. In Ludlow dürfte dies der Hügel gewesen sein, der in der Silbe „low“ der Stadt ihren Namen gab. „Lud“ bedeutet so viel wie „laut“ und deutet auf das Getöse der Stromschnellen des Flusses Mere an dieser Stelle hin. Der älteste heute noch erhaltene bereits aus Stein gebaute Teil der Burg ist der Innenhof, der zwischen 1086 und 1094 von Walter de Lacys Sohn Roger de Lacy erbaut wurde. 1130 kam der Bergfried dazu.
Durch Stiftungen der Familie de Lacy wurde die Stadt erweitert und 1138 erstmals urkundlich erwähnt. Im Jahre 1177 soll die Stadt bereits 1172 Einwohner gehabt haben (im Jahre 2005 hatte sie 9850 Einwohner).
Stadt und Burg gingen im Jahre 1306 durch Erbschaft an die Familie Mortimer. Roger Mortimer, 1. Earl of March war in Auseinandersetzungen mit Eduard II. und Eduard III. verwickelt.
Während der Rosenkriege war die Burg von Ludlow kurzzeitig das Hauptquartier der Anführer des Hauses York: Der spätere Eduard IV. sammelte hier im Spätsommer 1459 seine Parteigänger, wurde aber vom Heer der Margarete von Anjou noch in Ludlow gestellt und verlor die Schlacht von Ludlow am 12. Oktober 1459, was zu seiner Flucht ins Ausland und den vorläufigen Sieg des Hauses Lancaster führte.
Im Spätmittelalter war Ludlow Sitz des „Council of Wales and the Marches“; Residenz der Prince of Wales, namentlich Arthur Tudors, der dort 1502 starb, und seiner Frau Katharina von Aragón, sowie Maria Tudor, welche von 1525 bis 1528 dort mit eigenem Hofstaat residierte.

## Geologie
Das Ludlow (selten auch Ludlowium oder Ludlovium) ist in der Erdgeschichte eine chronostratigraphische Serie innerhalb des Silur, die nach der Stadt Ludlow benannt wurde.

## Persönlichkeiten
- Thomas Andrew Knight (1759–1838), Botaniker und Pomologe
- Charles Cardale Babington (1808–1895), Botaniker und Archäologe
- Thomas Wright (1810–1877), Altertumsforscher und Schriftsteller
- Dick Heckstall-Smith (1934–2004), Blues-, Rock- und Jazz-Saxophonist
- Philip Dunne (* 1958), Politiker (Conservative Party)